# The Men They Couldn’t Hang
The Men They Couldn’t Hang sind eine britische Folk-Punk-Band. In den späten 1980er Jahren wurden sie oft mit den Pogues in einem Atemzug genannt. In unterschiedlichen Besetzungen und Sub-Formationen agiert die Gruppe bis heute.

## Geschichte

### 1984 bis 1991
Die Gruppe The Men They Couldn’t Hang formierte sich 1984 in der südenglischen Stadt Southampton. Zwei der Gründungsmitglieder, die Brüder Philip "Swill" Odgers und Jon Odgers, stammten ursprünglich aus Oban in Schottland, zogen mit ihren Eltern jedoch früh nach Southampton um. Dort lernten sie den gebürtigen Southamptoner Paul Simmonds, den ehemaligen Straßenmusiker Stefan Cush und die Bassistin Shanne Bradley kennen.
Entscheidend beeinflusst wurde die Band von der Punk-Bewegung Ende der 1970er Jahre. Der in den folgenden Jahren regelmäßig bemühte Vergleich mit den Pogues hatte sowohl musikalische als auch personelle Hintergründe: Beide Bands spielten eine mehr oder weniger raue Mischung aus Folk und Punk und nahmen mehr oder weniger positiv Bezug auf das Lebensmilieu der Arbeiterklasse bzw. der einfachen Leute. Darüber hinaus gab es mit den Pogues auch personell enge Kontakte: Shanne Bradley kannte den Pogues-Sänger Shane MacGowan aus ihrer gemeinsamen Zeit bei der Punkband The Nips; Stefan Cush arbeitete für die Pogues zeitweilig als Roadie. Auch der Bandname The Men They Couldn’t Hang soll auf Shane MacGowan zurückgehen: Er bezog sich auf eine überlieferte Geschichte aus dem 19. Jahrhundert, laut der bei der Hinrichtung eines lediglich aufgrund von Indizien zum Tode Verurteilten mehrmals der Strick versagte.
Die frisch formierte Band in der Besetzung Philip „Swill“ Odgers (Gitarre, Gesang), Stefan Cush (Gitarre, Gesang), Paul Simmonds (Gitarre, Mandoline, Keyboard), Shanne Bradley (Bass, Flöte) und Jon Odgers (Schlagzeug, Percussion) spielte zunächst in regionalen Clubs sowie auf kleineren Festivals. Die erste Veröffentlichung 1984 war die Single The Green Fields of France. Der von dem schottisch-australischen Folksänger Eric Bogle geschriebene Song beschrieb die im Nachhinein erzählten Erlebnisse eines gefallenen Soldaten im Ersten Weltkrieg. Dank intensiven Airplays in der John Peel Show auf BBC erreichte der Titel einen relativ hohen Bekanntheitsgrad. Das offizielle Debütalbum von The Men They Couldn’t Hang (kurz auch: TMTCH) erschien im folgenden Jahr. Night of a Thousand Candles enthielt weitere gesellschaftskritische Stücke. Die letzte Strophe des Titels Ironmasters, in der die konservative britische Premierministerin Margaret Thatcher als Iron Bastard bezeichnet wurde, war in der bereinigten Single-Version nicht mehr enthalten. Mit dieser Selbstzensur-Maßnahme wollte sich die Gruppe die Chance, im Radio gespielt zu werden, nicht gänzlich verbauen.
Für ihr zweites Album wechselte die Band vom Independentlabel Demon Records zu MCA. Auch "How Green Is the Valley" (1985) bezog politisch eindeutig Stellung. Ghosts of Cable Street behandelte die sogenannte Battle of Cable Street im Londoner Eastend 1936, als es zu einer gewaltsamen Erhebung der Einwohnerschaft gegen einen Marsch der rechtsextremen British Union of Fascists unter Oswald Mosley kam. Shirt of Blue thematisierte den von der National Union of Mineworkers (NUM) organisierten großen britischen Bergarbeiterstreik 1984/1985. Dritte Single-Auskoppelung neben diesen beiden war Gold Rush. Nach Abschluss der Album-Promotion schied Shanne Bradley aus der Band aus und wurde durch Ricky McGuire (Ex-UK Subs) ersetzt.
1987 erfolgte ein erneuter Label-Wechsel – diesmal zu Magnet Records. Das dritte reguläre Album Waiting For Bonaparte machte die Band bekannt und populär. Die Single-Auskoppelung The Colours behandelte in mittlerweile bekannter Band-Manier ein politisch-historisches Thema: eine Meuterei auf einem englischen Kriegsschiff während der Kriege gegen Napoleon. Dennoch erreichte The Colours Platz 61 in den britischen Top 75. Ihrem Ruf, sowohl Plattenfirmen als auch Agenten extensiv zu verschleißen, blieben The Men They Couldn’t Hang auch bei der Folgeveröffentlichung treu. Silver Town (1988) erschien beim Independent-Label Silvertone; herausragende Songs des Albums waren Company Town, Rain, Steam & Speed und A Place in the Sun. Ebenfalls bei Silvertone erschien 1990 das letzte Studioalbum der „klassischen“ TMTCH. The Domino Club wurde von der Kritik als das musikalisch ausgereifteste Album der Gruppe gewürdigt. 1991 löste sich die Band auf. Das Abschlusskonzert im Londoner Town And Country Club, welches unter Anhängern der Band bald einen legendären Ruf genoss, wurde noch 1991 als CD unter dem Titel Alive, Alive-O veröffentlicht.

### Seit 1991
Zwischen 1991 und 1996 gingen die Mitglieder von TMTCH getrennte Wege. Die von Philip „Swill“ Odgers und Paul Simmonds gegründete Formation Liberty Cage offerierte musikalisch wie textlich eine ähnliche Mischung. Als Veröffentlichungen erschienen das Album Sleep of the Just (1994) und die Maxi I’ll Keep It With Mine (1995). 1996 erfolgte schließlich eine Reunion der Originalformation – allerdings ohne Drummer Jon Odgers, der mittlerweile für das Bandprojekt Therapy? arbeitete. Mit wechselnder Schlagzeug-Besetzung sowie weiteren Studio-Musikern veröffentlichte die wiedervereinigte Gruppe das Album Never Born to Follow (1996) sowie das Mini-Album Six Pack (1997). 1998 schließlich erschienen zwei „Best Of“-Compilations: Majestic Grill sowie die mittlerweile vergriffene CD The Mud, the Blood and the Beer.
Die Kombination Hauptband plus musikalische Nebenprojekte sorgte auch weiterhin für eine Reihe unterschiedlicher Produktionen. Als Solo-Veröffentlichungen von Phil Odgers und Paul Simmonds erschienen nach der Reformierung die beiden Alben Baby Fishlips (1999) und Folk at the Fortress (2002). The Men They Couldn’t Hang selbst brachten sich 2003 mit der Studioveröffentlichung The Cherry Red Jukebox wieder ins Gespräch. Eine kleine Tour mit insgesamt sieben Clubkonzerten führten die reunionierten The Men They Couldn’t Hang im September 2003 auch nach Deutschland. Regelmäßige Live-Auftritte – vorwiegend in kleineren Clubs in Großbritannien – zeugten bis in den Sommer 2006 von einer aktiven Präsenz der Band. 2006 erschien mit Elvis Lives Here auch die zweite Veröffentlichung von Philip „Swill“ Odgers Band-Nebenprojekt Swaggerband. Mit einem Stück vertreten sind The Men They Couldn’t Hang darüber hinaus auf dem Alternative Country-/Songwriter-Sampler Seka – Sister Volume 3, dessen Erlöse überlebenden Frauen und Kindern im ehemaligen Jugoslawien zugutekommen. 2006 kündigte die Gruppe als Folgeprojekt ein neues Album mit Acoustic-Folknummern sowie Neueinspielungen klassischer TMTCH-Stücke an.
Gründungsmitglied Stefan Cush starb am 4. Februar 2021 an einem Herzinfarkt.

## Stil und Kritiken
Die für The Men They Couldn’t Hang typische Mischung aus klassischer Rockband-Besetzung, Punk-Attitüde und folklastigen Stücken führte Mitte der 1980er zu der eigenen Stilbezeichnung Folkpunk. Prägend für diese Richtung waren zunächst vor allem die Pogues. Neben ihnen und The Men They Couldn’t Hang sind dieser Richtung, die vor allem in den späten 1980ern und frühen 1990ern Furore machte, The Levellers, New Model Army, Billy Bragg und Frank Tovey zuzurechnen. Anders als rein auf den Popmarkt orientierte Bands mit ähnlicher Musik wie zum Beispiel die Hooters ("Johnny B.") verorteten sich die aufgeführten Künstler und Formationen jedoch bewusst im politisch linken Spektrum. Stefan Cush äußerte sich in einem Interview im deutschen Musikmagazin Spex (11/1985) über die Gründe der Kombination aus Folk und Punk: "Wir wollten gleich von dieser puren Folk-Geschichte weg. Mehr als von der Musik sind wir von der Ideologie beeinflusst. Folk ist Musik für das Volk, genau wie Punk. Das geht doch beides Hand in Hand."
Der Vergleich mit den (kommerziell etwas erfolgreicheren) Pogues haftete der Band seit ihrem Bestehen an. Kritiker bezeichneten sie mitunter als "schlichte Epigonen". Freundlich-anerkennender formulierte es das britische "Guinness Who's Who of Indie and New Wave"; es titulierte die Band als "The Pogues' Sparring Partners". Die Gruppe selbst benannte als musikalische Einflüsse Punk, Folk und insbesondere die Country-Musik von Johnny Cash. In einer CD-Kritik zu "The Cherry Red Jukebox" beschrieb die Online-Musikseite folkworld.de den von klassischen Rockinstrumenten dominierten Sound der Band wie folgt: "The Men They Couldn’t Hang lassen sich nicht hängen, sondern rocken wie gewohnt los. In eingängigen Rock'n'Roll-Songs werden die alten Themen neu variiert. Da gibt es eine Gunman-Geschichte (hier eine Gunwoman), unter glühend-heißer Sonne wird gereist (diesmal von Spanien nach Kamerun) und die eigene Vergangenheit wird beschworen: Elvis erklingt aus der kirschroten Jukebox."

## Trivia
- Nur Vor- und Spitznamen: Auf den ersten Alben der Gruppe wurden die Bandmitglieder lediglich mit ihren Vor- bzw. Spitznamen gelistet. Philip Odgers Spitzname "Swill" bedeutet im Englischen etwa "Saufnase".

- Formate, Medien, Rarities: Wie bei einer Reihe anderer Independent-Bands auch sind die in unterschiedlichen Formaten und Medien erfolgten Veröffentlichungen von The Men They Couldn’t Hang selbst für Insider nur noch schwer zu überblicken. Eine Interpretation des bekannten Western-Titelsongs "Rawhide" erschien ursprünglich auf Maxi, wurde später jedoch auf die CD-Version des Erstlings-Albums "Night of a Thousand Candles" mit aufgenommen. Die Live-CD mit dem 91er-Abschlusskonzert ist mittlerweile nicht mehr erhältlich; ersatzweise veröffentlichte der Independent-Distributor Rough Trade 2005 jedoch eine DVD, die das Konzert nun als Film enthält. Seit 2006 kann man die Alben aus den 1980er Jahren auch über den iTunes Music Store herunterladen.

## Diskografie
Die mit * gekennzeichneten Veröffentlichungen sind im offiziellen Handel nicht mehr erhältlich.

### Studioalben
- Night of a Thousand Candles (1985; Demon Records)
- How Green Is the Valley (1985; MCA)
- Waiting for Bonaparte (1987; Magnet Records / WEA)
- Silver Town (1988; Silvertone Records)
- The Domino Club (1990; Silvertone Records)
- Never Born to Follow (1996; Demon Records)
- The Cherry Red Jukebox (2003; Twah!)
- Devil on the Wind (2009; Irregular Records)
- The Defiant (2014; Vinyl Star Records)
- Cock-A-Hoop (2018; Vinyl Star Records)

### Live, Kompilationen & Maxis
- Alive, Alive-O (live; 1991) *
- Smugglers and Bounty Hounters (live; Doppel-CD; 2005; Recall)
- Majestic Grill (Best of; 1998; Demon Records)
- The Mud, the Blood and the Beer (Best Of; 1998) *
- Six Pack (Mini-Album; 1997; Edsel)

### DVD
- 21 Years of Love and Hate (2005; SPV)
- The Shooting (2005; Rough Trade)

### Präsenz auf Samplern
- Seka – Sister Volume 3 (2003; Twah!)

### Liberty Cage
- Sleep of the Just (1994; Line Records)
- l’ll Keep It With Mine (Maxi; 1995) *

### Phil Odgers & Paul Simmonds
- Baby Fishlips (1999; Twah!)
- Folk at the Fortress (2002) *

### Swaggerband
- The Day After (2004; Irregular Records)
- Elvis Lives Here (2006; Irregular Records)